# Jorah Mormont
Jorah Mormont es un personaje ficticio de la saga de libros Canción de hielo y fuego de George R.R. Martin y de su adaptación televisiva para la HBO, Game of Thrones, donde es interpretado por el actor escocés Iain Glen.
Ser Jorah Mormont es un caballero exiliado procedente de la Isla del Oso, una remota isla situada en el Norte, que se pone al servicio de los hermanos Viserys y Daenerys Targaryen, los cuales se hallan exiliados en las Ciudades Libres.

## Descripción
Jorah Mormont es descrito como un hombre de mediana edad, alto, corpulento e hirsuto. Posee una personalidad seria y firme, sin sentido del humor.
La obra muestra la evolución del carácter de Ser Jorah respecto a Daenerys. Al principio la consideraba poco más que como a una niña débil y asustadiza, pero al percatarse de la fuerza de voluntad de la muchacha, Ser Jorah despierta unos sentimientos que irán incluso más allá del afecto. 
En una entrevista, el actor Ian Glen, intérprete de Jorah Mormont en la adaptación televisiva de la obra, describió que la escena donde Daenerys condena a Jorah al exilio e ignora su declaración de amor fueron muy difíciles de grabar por la gran carga sentimental de la misma.

## Historia

#### Antes de la saga
Jorah Mormont fue el hijo de Lord Jeor Mormont, Señor de la Isla del Oso y cabeza de la Casa Mormont. Jorah se distinguió luchando en la Rebelión Greyjoy donde fue uno de los primeros en tomar el castillo de Pyke. Le sería otorgado el título de Ser de manos del propio rey Robert Baratheon. Poco tiempo después, su padre Jeor se unió a la Guardia de la Noche y dejó a su hijo como nuevo Señor de la Isla del Oso.
En el ámbito sentimental, la vida de Jorah fue un continuo fracaso. Su primera esposa era miembro de la Casa Glover que nunca llegó a darle hijos y murió al sufrir su tercer aborto involuntario. Su segunda esposa fue Lynesse Hightower, miembro de la rica y poderosa Casa Hightower. Jorah la conoció en el Torneo de Lannisport que se celebró para conmemorar la victoria del rey Robert sobre la Rebelión Greyjoy. Jorah se distinguió en el mismo, proclamándose campeón y coronando a Lynesse como Reina del Amor y la Belleza, después le pidió su mano a Lord Hightower, el cual sorprendentemente se la concedió. Sin embargo, su esposa no se adaptó al duro clima de la Isla del Oso, y Jorah trató de complacerla mediante caros regalos que pronto le hicieron caer en la ruina. Desesperado por conseguir dinero, Jorah fue descubierto por Lord Eddard Stark tratando de vender a unos cazadores furtivos como esclavos a un mercader de Tyrosh, lo que hizo que lo condenara a muerte. En lugar de unirse a la Guardia de la Noche como su padre, Jorah optó por exiliarse a las Ciudades Libres, estableciéndose en la ciudad de Lys con su esposa. Pronto su esposa se cansó de él y tomó como amante a un magnate de Braavos. Acosado por las deudas, Jorah huyó solo a Volantis donde empezó a servir como mercenario.

#### Juego de tronos
Jorah se presenta en la boda entre Khal Drogo y Daenerys Targaryen donde se pone al servicio de Viserys Targaryen, pretendiente legítimo de la Casa Targaryen al Trono de Hierro; las intenciones de Jorah eran servir de informador para el Trono de Hierro y así ganarse un indulto del rey Robert Baratheon.
Jorah viaja con el khalasar por todo el Mar Dothraki. Es de los primeros en detectar la personalidad arrogante, ciega y cruel de Viserys al que define como «menos que la sombra de una serpiente», en contraste con su hermano Rhaegar, al que describió como "El Último Dragón". Por otro lado, comienza a admirar más la personalidad fuerte y voluntariosa de Daenerys, llegando incluso a salvarle la vida de un envenenador enviado por el rey Robert.
Tras la muerte de Viserys, Jorah decide permanecer junto a Daenerys. Cuando Khal Drogo cae en coma, Jorah le recomienda huir para salvar su vida y la de su hijo nonato. Sin embargo, Daenerys permanece junto a Drogo para efectuar un ritual de sangre con el que intentar devolverle la vida. Ser Jorah tiene que eliminar a Qotho, uno de los jinetes de sangre de Drogo, que se negaba a obedecer a Daenerys. Tras la muerte de Drogo, crea una gran pira para incinerarle, a la cual se arroja Daenerys junto a sus huevos de dragón. Al observar cómo emerge Daenerys junto a tres crías de dragón, Ser Jorah le jura lealtad.

#### Choque de reyes
El reducido khalasar de Daenerys cruza a través del vasto Desierto Rojo. Ser Jorah permanece en todo momento junto a ella y comienza a tomar confianza con la khaleesi. Ser Jorah le habla de su fallido matrimonio y de su pasada vida como mercenario; Daenerys empieza a intuir que quizá Jorah esté enamorado de ella.
El khalasar llega hasta la ciudad de Qarth, donde los príncipes mercaderes acogen a Daenerys y a su grupo. Ser Jorah le recomienda desconfiar de las intenciones de los aduladores qarthienses, particularmente de Xaro Xhoan Daxos; Daenerys no sabe si lo dice por preocupación o por celos. Es en estos momentos (aunque no se descubre hasta posteriormente en la saga) cuando Ser Jorah cesa de enviar informes sobre los movimientos de Daenerys al Trono de Hierro.
Tras entrar en la Casa de los Eternos, Daenerys se topa en los muelles con dos extraños sujetos llamados Belwas el Fuerte y Arstan Barbablanca. El segundo afirma conocer a Ser Jorah como un renombrado caballero de Poniente, pero Ser Jorah desconfía del misterioso dúo, sobre todo del anciano Arstan, del que intuye que oculta más de lo que parece.

#### Tormenta de espadas
De camino hacia la ciudad de Astapor, Jorah finalmente le declara sus sentimientos a Daenerys y la besa, pidiéndole que se case con él. Daenerys lo rechaza, argumentando que es su mejor amigo y confidente, pero que no lo desea como esposo.
Ya en Astapor, Ser Jorah se opone al plan de Daenerys de cambiar uno de sus dragones por un ejército de Inmaculados, postura que comparte con Arstan Barbablanca. Sin embargo, y para sorpresa de ambos, todo era una estratagema de Daenerys para hacerse con el control de Astapor y acabar con los magnates esclavistas de la ciudad. Tras tomar Astapor, Daenerys y sus Inmaculados parten hacia Yunkai, donde liderados por Ser Jorah, y gracias a las tácticas de Daenerys, derrotan al ejército yunkío.
Daenerys pone rumbo a la última gran ciudad esclavista, Meereen. Cuando se preparaba para tomar la ciudad, Arstan Barbablanca revela su verdadera identidad como Ser Barristan Selmy y delata a Ser Jorah como un espía e informador del Trono de Hierro. Destrozada, Daenerys los envía a ambos por las cloacas de Meereen en una misión de infiltración que espera que les cueste la vida. Aunque para su sorpresa, el plan es un éxito y Meereen cae en manos de Daenerys cuando Jorah y Barristan liberan a los esclavos de la ciudad.
Tras la batalla, Daenerys se reúne con ambos para dilucidar los asuntos pendientes. Ser Barristan ruega su perdón, lo que ella le concede, pero no así Jorah. Este le menciona la gran cantidad de veces que le salvó la vida, lo imprescindible que ha sido para ella hasta ese momento, y el amor que le profesa; en vista de su orgullo, y pese a que ella quería perdonarlo, decide condenarlo al exilio amenazando con ejecutarlo si regresa.

#### Danza de dragones
Mientras vagaba por un burdel de Selhorys, el personaje de Tyrion Lannister se topa con Jorah. Este aprovecha la ocasión para secuestrar a Tyrion con la intención de llevarlo ante Daenerys y así obtener su perdón.
El dúo llega hasta Volantis, donde toman una nave llamada Salaesori Qhoran con rumbo a Meereen. Un atormentado Ser Jorah ahoga sus penas y su dolor con alcohol; Tyrion Lannister afirma que Mormont es una cáscara vacía del hombre que fue antaño. Sin embargo, el barco es capturado por piratas esclavistas que los llevan hasta Yunkai, donde son vendidos en un mercado de esclavos. Debido a su carácter fiero y osado, a Jorah le es grabada una calavera en la mejilla como símbolo de que es un esclavo peligroso e indisciplinado.
Jorah y Tyrion, junto a una enana llamada Penny, son vendidos a un rico esclavista de Yunkai llamado Yezzan zo Qaggaz. Tras un tiempo actuando como mascotas del moribundo Yezzan, este fallece y el grupo consigue escapar. Jorah, Tyrion y Penny llegan hasta el campamento de los Segundos Hijos; Tyrion decide unirse a ellos como forma de entrar en Meereen y llegar hasta Daenerys.

## Adaptación televisiva
Jorah Mormont es interpretado por el actor escocés Iain Glen en la adaptación de la televisión de la serie de libros. [6]

### Historias

#### Temporada 1
Ser Jorah Mormont es un caballero exiliado al servicio de Viserys Targaryen y Daenerys Targaryen y es hijo de Jeor Mormont Lord Comandante de la Guardia de la Noche. Reside en  Essos y aprendió el estilo de vida de los Dothraki que lo abrazan como uno de los suyos y lo conocen como "Jorah el Ándalo". Jorah está espiando a Viserys y Daenerys para Lord Varys a cambio de un perdón por sus antiguos crímenes, pero después de conocer a  Daenerys en su boda con Khal Drogo, ( líder dothraki ), Jorah se enamora y empieza a servirla como consejero, tras la muerte de Viserys, le habla sobre Los 7 Reinos de Poniente y como los conquistó su antecesor Aegon Targaryen 300 años atrás. Jorah la salva de asesinos que son enviados para matarla por la información que entregó a Varys antes de conocerla. Tras la muerte de Khal Drogo, Jorah jura protegerla, servirla y morir por ella si es preciso para ayudarla a recuperar el Trono de Hierro. Es testigo del nacimiento de los dragones de Daenerys Targaryen.

#### Temporada 2
Después de que Daenerys se queda viuda y le siga escaso séquito Dothraki, Jorah permanece con ella y se convierte en el primer caballero de su Guardia de la Reina. Sirve a Daenerys como asesor y consejero. Tras un larga temporada en el Desierto Rojo, llegan hasta Qarth, Ser Jorah advierte a Daenerys de que esa gente no es de fiar, finalmente tiene razón, Xaro Xhoan Daxos junto al mago Pyat Pree roba los dragones de Daenerys. Ser Jorah pide ayuda una extraña mujer enmascarada,Quaithe, la cual le revela quién los tiene, finalmente Daenerys recupera sus dragones acabando con la vida de los ladrones, Ser Jorah y Daenerys saquean todo el oro de Qarth y finalmente partirán hacia Astapor.

#### Temporada 3
Ser Jorah llega junto a su reina Daenerys Targaryen a Astapor, este aconseja a Daenerys de comprar Los Inmaculados, un ejército bien entrenado que reside bajo el poder del amo de Astapor, Kraznys mo Nakloz. Ser Jorah, junto a Ser Barristan Selmy, (nuevamente incorporado al consejo de Daenerys), son testigos de la toma de Los Inmaculados. Después de la conquista de Astapor, se dirigen a Yunkai, acompañados de Gusano Gris, comandante de Los Inmaculados y de Missandei, una traductora que tomaron del amo Kraznys, Ser Jorah aconseja a Daenerys de no tomar Yunkai, ya que no le acercará al Trono de Hierro, pero Daenerys insiste, el amo Grazdam mo Eraz les advierte, como hombre poderoso de Yunkai de que tenían amigos poderosos con los que responder al ataque, Los Segundos Hijos, un ejército de mercenarios, Daenerys se apodera de estos con la ayuda de uno de sus capitanes, Daario Naharis. Ser Jorah, Gusano Gris y Daario Naharis se adentran en la ciudad y la toman ya que los guardias eran esclavos. A la mañana siguiente los esclavos de Yunkai aceptan a Daenerys como "Mhysa" que significa "Madre".

#### Temporada 4
Ser Jorah se dirige hacia Meereen junto a Daenrys y su ejército, este se ofrece como voluntario para derrotar a un guerrero de Meereen y poder tomar la ciudad, pero Daenerys no quiere jugar la vida de su más fiable consejero, finalmente Daario acaba con la vida del guerrero. Ya en Meereen, durante una reunión del consejo, Ser Jorah informa a Daenerys sobre el asesinato de Joffrey Baratheon y la aconseja sobre como reinar y como actuar ante los rebeldes de las ciudades ya conquistadas. Ser Barristan, es sorprendido por un "pajarito" de Varys, ya que trae información sobre que Ser Jorah había estado espiando y mandando cartas a Varys sobre información de Daenerys. Ser Jorah se presenta en el salón de peticiones de la gran pirámide de Meereen, para confesar sus delitos, le confiesa todo lo que hecho por ella y también le confiesa que le ama pero Daenerys no puede permitir que siga en su consejo, así que le destierra de Meereen amenazándole de cortar su cabeza si lo vuelve a ver, obviamente Daenerys le cuesta tomar esta decisión casi entre lágrimas. Ser jorah, este triste, sale de la ciudad de Meereen.

#### Temporada 5
Jorah encuentra a Tyrion Lannister en  un burdel de Volantis y lo secuestra con la intención de entregarlo a Daenerys. Navegando a través de las ruinas de Valyria, el dúo es asaltado por "hombres de piedra" ya que tienen la enfermedad "Psoriagrís" que les hace convertirse en piedra y Jorah queda infectado en la lucha tras salvar a Tyrion. A medida que se dirigen a Meereen a pie,Tyrion le cuenta que su padre Jeor Mormont fue asesinado en un motín más allá del Muro. Jorah y Tyrion son capturados por los esclavistas, quienes son convencidos por Tyrion de venderlos a los reñideros de combate en Meereen. En una demostración de luchadores, Jorah se da cuenta de que Daenerys está de espectadora, y acaba con sus contrincantes ante esta. Jorah se quita el yelmo para mostrar que es él, pero Daenerys se niega a dejarlo volver a su servicio, sin embargo, acepta a Tyrion como consejero y no como prisionero. Con ningún otro lugar para irse, Jorah vuelve a los pozos de combate, diciéndole a su dueño que lo presente al gran reñidero de Meereen. En la reapertura del gran reñidero, Jorah gana el combate y frena un intento de asesinato contra Daenerys, y la protege de los Hijos de la Harpía en la confrontación resultante. Después de que Daenerys sea salvada por Drogon, y la pierdan de vista en el cielo a lomos de su dragón, Jorah y Daario Naharis deciden salir de Meereen para buscarla.

#### Temporada 6
Jorah y Daario descubren el anillo intencionalmente desechado de Daenerys en una llanura de hierba, y Jorah deduce que ella ha sido capturada por una horda Dothraki y llevada a Vaes Dothrak. Al llegar allí, se reúnen con Daenerys, que rechaza su oferta de huir de la ciudad y en su lugar les pide que la ayuden con su propio plan, que acceden sin seguridad. A la tarde siguiente, Jorah y Daario ven como Daenerys, después de atrapar y quemar a todos los Khales vivos en el edificio del templo, emerge completamente ilesa del fuego y se arrodillan ante ella con admiración junto con el resto de Dothrakis. Cuando Daenerys y su séquito se preparan para abandonar Vaes Dothrak, Jorah revela su Psoriagrís a Daenerys y su intención de terminar con su vida antes de que la enfermedad lo alcance. Daenerys le ordena que encuentre una cura para su condición y regrese a ella, declarando que necesitará su consejo después de conquistar Poniente. Jorah entonces marcha solo.

#### Temporada 7
Jorah regresa a Poniente, buscando ayuda en la Ciudadela en Antigua. En este momento su Psoriagrís ha progresado drásticamente, consumiendo todo su brazo, su pecho y pequeña parte de su espalda. El Archimaestre Ebrose diagnostica la Psoriagrís de Jorah como intratable e informa a Jorah de que le quedan seis meses de cordura y será exiliado de la Ciudadela al día siguiente. Samwell Tarly, que anteriormente sirvió bajo Jeor Mormont en La Guardia de la Noche, descubre una cura para la psoriagrís, robando libros prohibidos para su nivel de maestre. Trata a Jorah en secreto y cura con éxito la Psoriagrís de Jorah. Ebrose, aunque no impresionado por los intentos de Jorah de ocultar el tratamiento de Sam, libera a Jorah. Jorah luego vuelve al servicio de Daenerys, en Rocadragón, esta lo acepta de buena manera. Jorah se ofrece voluntario para la expedición de capturar a un soldado del ejército de los muertos más-allá-del-muro, finalmente la expedición cumple con su objetivo pero costando la vida de Viserion, un dragón de Daenerys. Jorah asiste al consejo que se hace en el monumento de Pozo Dragón, revelando al muerto capturado a los que no creían, finalmente regresa a Rocadragón y preparan la marcha al norte.

#### Temporada 8
Jorah llega con el ejército de Daenerys a Invernalia, donde inician los preparativos para el enfrentamiento contra el ejército del Rey de la Noche. Jorah está presente cuando Daenerys conoce a Samwell Tarly para agradecerle el haber salvado la vida de Jorah e informarle de la ejecución de tanto su padre como su hermano, llevando a la decepción de Sam. Previo a la batalla, Jorah le pide a su prima Lyanna Mormont que se proteja de la batalla para así proteger a la Casa Mormont de la extinción. Sin embargo, Lyanna rehúsa a ocultarse. Justo después de esto, Sam le hace entrega de la espada Veneno de Corazón a Jorah. Durante la batalla, Jorah lidera a los Dothraki, pero estos son derrotados rápidamente por el ejército de los muertos, este sale vivo de esa situación. Jorah consigue salvar a Daenerys de los muertos que iban a matarla, finalmente Jorah protege a Daenerys durante el resto de la batalla, Jorah es herido gravemente protegiendo a su reina de las amenazas del ejército de los muertos, sin embargo consigue levantarse y seguir protegiédola, bien como indica el emblema de su casa " Aquí resistimos/ aguantamos", pero después de que Arya Stark matara al Rey de la noche, Jorah cae al suelo y poco después muere, Daenerys llora su muerte, fue su primer amigo,consejero y protector, Drogon desciende del cielo y también llora su muerte. A la mañana siguiente el cuerpo de Ser Jorah es incinerado junto al de otros que cayeron durante la batalla.